# Buenavista (Tabasco)
Buenavista es una ranchería del municipio de Balancán ubicado en la subregión de los Ríos del estado mexicano de Tabasco.

## Geografía
La localidad se ubica a 14.5 kilómetros (en dirección noreste) de la localidad de Balancán de Domínguez, la cabecera y lugar más poblado del municipio. Se sitúa en las coordenadas geográficas 17°43′46″N 91°25′30″O / 17.729444, -91.425000, a una elevación de 10 metros sobre el nivel del mar.

## Demografía
Según el Conteo de Población y Vivienda 2020, efectuado por el Instituto Nacional de Estadística y Geografía, la localidad de Buenavista tiene 101 habitantes, de los cuales 50 son del sexo masculino y 51 del sexo femenino. Su tasa de fecundidad es de 3.38 hijos por mujer y tiene 29 viviendas particulares habitadas.
| Gráfica de evolución demográfica de Buenavista entre 1990 y 2020 |
|                                                                  |
| INEGI.                                                           |